# Pajulanjärvi
Pajulanjärvi är en sjö i Finland. Den ligger i kommunen Kangasala i landskapet Birkaland, i den södra delen av landet, 150 km norr om huvudstaden Helsingfors. Pajulanjärvi ligger 106 meter över havet. I omgivningarna runt Pajulanjärvi växer i huvudsak blandskog. Arean är 6,85 kvadratkilometer och strandlinjen är 44,58 kilometer lång. Sjön  ingår i Kumo älvs huvudavrinningsområde. 